# 斯洛維尼亞國會大厦

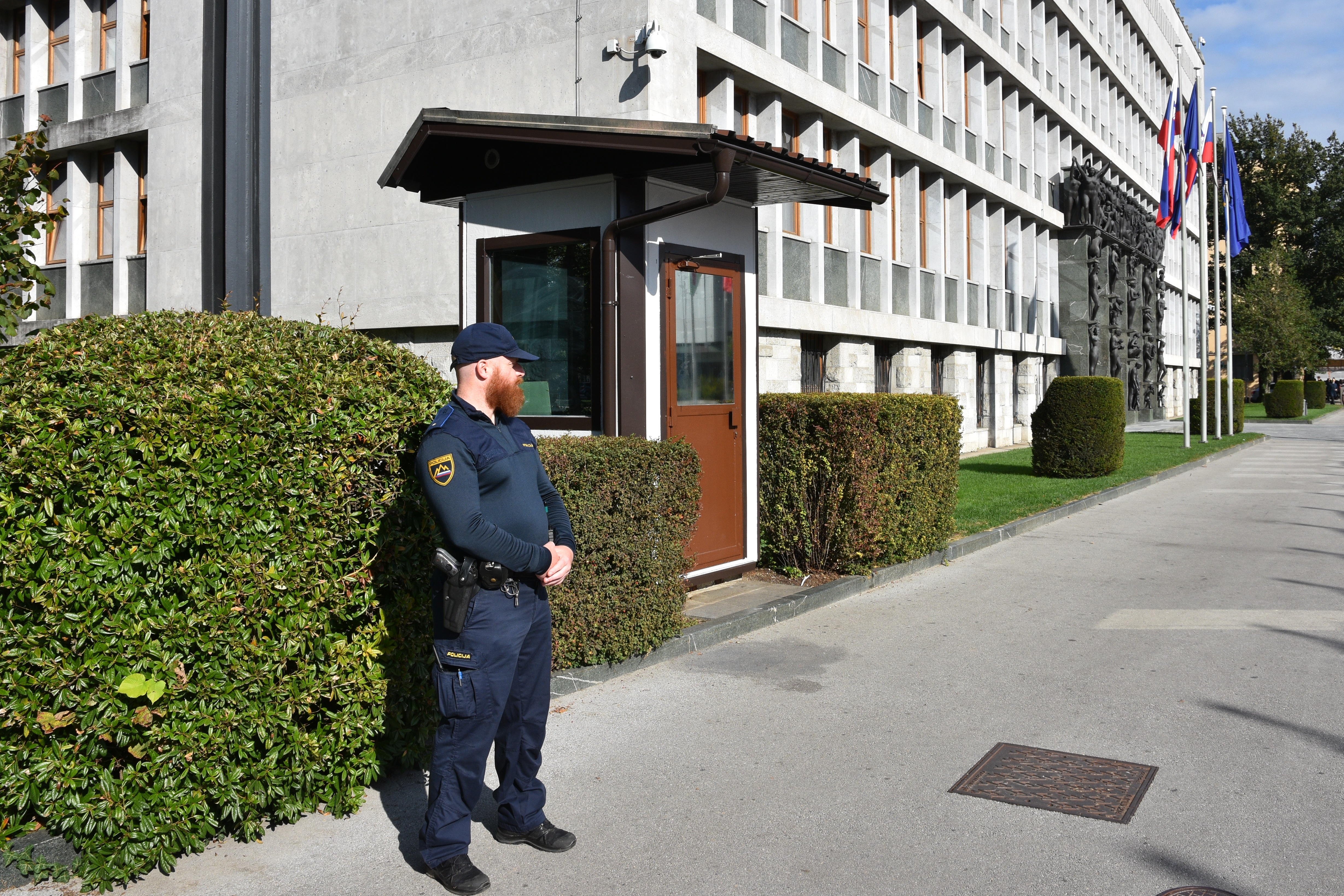

斯洛維尼亞國會大厦（stavba Državnega zbora），是斯洛維尼亞首都盧比安納的一座建築，也是斯洛維尼亞國會的辦公地點，修築於1954年至1959年。這棟建築高三層，面積2,200 m2（24,000 sq ft），全年參觀者約1.3萬人。

## 外部連結
- Slovene Parliament building （页面存档备份，存于）. Virtual panoramas. Burger.si. Accessed 28 February 2011.
- Palače Ljudske skupščine. 60. obletnica zgradbe （页面存档备份，存于） // Republika Slovenija. Državni zbor

46°03′06″N 14°30′04″E / 46.05167°N 14.50111°E